# Iso Naulajärvi
Iso Naulajärvi är en sjö i Gällivare kommun i Lappland och ingår i Råneälvens huvudavrinningsområde. Sjön har en area på 0,0771 kvadratkilometer och ligger 364 meter över havet.